# Easy listening
«Easy listening» (буквально «лёгкое прослушивание» включая mood music — «музыку для настроения») — жанр популярной музыки и радиоформат, который был наиболее популярен в 1950—1970-е годы. Она относится к middle-of-the-road и включает в себя инструментальные записи стандартов, хитов, не-рокового-вокала и инструментальные каверы на избранные популярные рок-песни. В основном этот жанр концентрируется на музыке, которая предшествовала эпохе рок-н-ролла, что характерно для музыки 1940-х и 1950-х годов. Он отличался от формата beautiful music, в основном инструментального, разнообразием стилей, включая процентное соотношение вокала, аранжировок и темпов, соответствующих различным частям дня вещания.
Музыку в жанре easy listening часто путают с лаунж-музыкой, но, хотя она нередко была популярна в одних и тех же местах, её предназначали для прослушивания ради удовольствия, а не в качестве фонового звука.

## История
Этот стиль был синонимом тега «со струнами». Струнные инструменты использовались в сладкозвучных музыкальных группах (sweet bands) в 1930-х годах и были доминирующим саундтреком к фильмам Золотого века Голливуда. В 1940-х и 1950-х годах «струнные» использовались в джазе и популярной музыке. В качестве примеров в жанре джаза можно привести записи Фрэнка Синатры. Другим примером практикующего в популярном контексте была книга Дины Вашингтон «What a Difference a Day Makes». В 1950-х годах использование струнных инструментов быстро стало главной особенностью развивающегося жанра easy listening.
Джеки Глисон, мастер этого жанра, чьи первые десять альбомов стали золотыми, поставил перед собой цель создать «музыкальные обои, которые никогда не должны быть навязчивыми, но располагающими».
Аналогичным образом, в 1956 году Джон Серри-старший попытался использовать аккордеон в контексте джазового секстета, чтобы создать успокаивающее настроение, идеально подходящее для прослушивания «низкого давления» на его альбоме Squeeze Play. Джерри Мурад также внёс свой вклад в музыку, включая различные виды губных гармоник.

## Восприятие
Журналы Billboard и Record World поместили синглы в жанре easy listening в независимо составлемые чарты звукозаписи. Как правило, они занимали 40 позиций в чартах на таких станциях, как WNEW-FM (Нью-Йорк), WWEZ (Цинциннати) и KMPC (Лос-Анджелес). Record World начал публикации своих чартов 29 января 1967 года и закончил в начале 1970-х. Чарт easy listening от Billboard превратился в чарт Adult Contemporary в 1979 году и продолжается по сей день.
Во времена расцвета формата в 1960-х годах не было ничего необычного в том, что инструментальные синглы в жанре easy listening достигали вершин чартов Billboard Hot 100 и оставались там в течение нескольких недель.
Beautiful music, которая возрастала наряду с easy listening, имела жёсткие стандарты в отношении инструментовки, например, мало саксофонов или полное их отстусвие (в то время саксофон ассоциировался с менее изысканными стилями, такими как джаз и рок-н-ролл, хотя Билли Вон был исключением из правил), и ограничения на то, сколько вокальных произведений может быть исполнено за час. Формат easy listening на радио был в целом, но не полностью, вытеснен форматом «soft adult contemporary».
Согласно Энциклопедии популярной музыки мира Continuum, «Общественная известность и прибыльность easy listening [в послевоенные годы] привели к её тесной связи с так называемым „истеблишментом“, который в конечном итоге был демонизирован рок-контркультурой». В «Christgau’s Record Guide: Rock Albums of the Seventies» (1981) рок-критик Роберт Кристгау сказал, что «полуклассическая музыка — это систематическое разбавление высоколобых предпочтений».